# Thomas Berger (Autor, 1952)

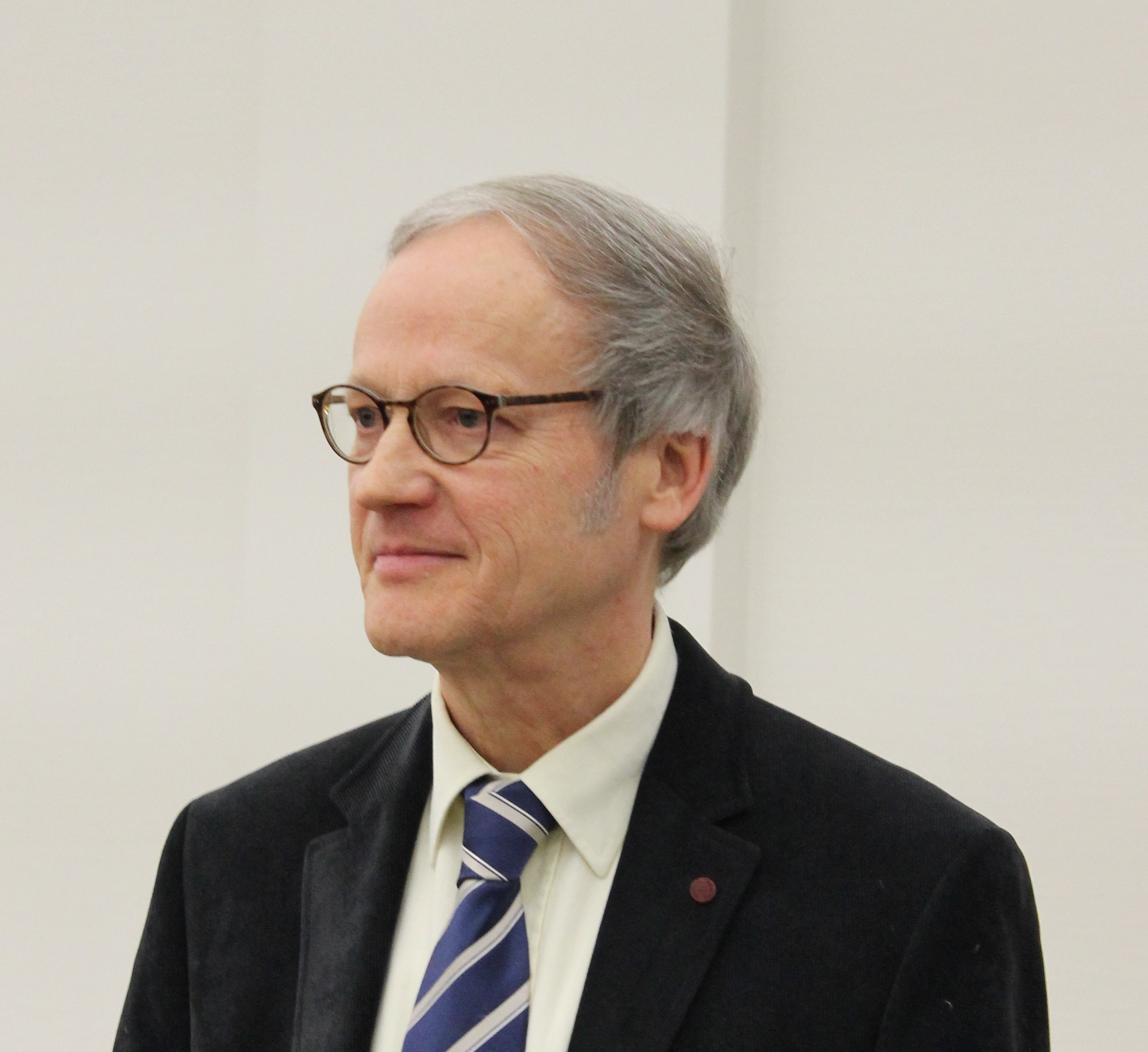
Thomas Berger

Thomas Berger (* 2. Februar 1952 in Magdeburg) ist ein deutscher Autor.

## Leben
Thomas Berger studierte Evangelische Theologie. Zunächst arbeitete er als Archivleiter im Institut für Demoskopie Allensbach, dann als Gymnasiallehrer für die Fächer Latein und Religionslehre von 1980 bis 2016 in Kelkheim (Taunus). Seine erste Veröffentlichung erschien 1979 in: Vorgänge. Zeitschrift für Gesellschaftspolitik Nr. 40/41. Berger moderierte dreimal einen Poetry Slam im Kulturbahnhof Kelkheim-Münster.
Seine Buchveröffentlichungen umfassen die literarischen Gattungen Lyrik, Erzählungen, Essays, Roman, gedankliche Kurzprosa, Haiku und Aphorismen. 2002 erschien sein Buch Von Haiku zu Haiku. Eine Jahreszeitenreise. In einem Artikel der Frankfurter Allgemeinen Zeitung (2010) heißt es über Thomas Berger: „In seinen Haikus will er Natur und Klassik miteinander verbinden.“

## Auszeichnungen
- Kulturförderpreis der Stadt Kelkheim 2018
- Sprachpreis der Regionalgruppe Wiesbaden des Vereins Deutsche Sprache e. V. (VDS) 2014[2]
- Inge Czernik-Förderpreis für Lyrik 2012, 2. Platz[3]

## Mitgliedschaften
Internationales Ernst-Wiechert-Gesellschaft (IEWG e. V.), Deutsches Aphorismus-Archiv (DAphA) Hattingen e. V., Deutsche Haiku Gesellschaft e. V., Museumsverein Kelkheim e. V.

## Ehrenamtliches Engagement
Thomas Berger unterstützt durch Lesungen die Arbeit des Erzählcafés der Evangelischen Stephanusgemeinde in Kelkheim. Außerdem ist er mit Vorträgen und Lesungen in den Reihen „Literatur on Tour“ sowie „Kelkheim kennenlernen“ des Kulturreferats der Stadt Kelkheim (Taunus) aktiv.

## Schriften (Auswahl)
- Eisblau. Ein Porträt. R.G. Fischer Verlag, Frankfurt am Main 1996, ISBN 3-89501-436-2.
- Zwischen Aleph und Tau. Gedichte. Czernik-Verlag / Edition L, Speyer 2010, ISBN 978-3-934960-86-2.
- Pforte zur Rückkehr. Gedichte. Czernik-Verlag / Edition L, Speyer 2010, ISBN 978-3-934960-84-8.
- Myrtenzweig. Gedichte. Karin Fischer Verlag, Aachen 2010, ISBN 978-3-89514-940-5.
- Widerhall des Unsagbaren. Gedichte. Czernik-Verlag / Edition L, Speyer 2011, ISBN 978-3-934960-92-3.
- Garten wilder Anmut. Gedichte (mit Aquarellen von Adelheid Bieger), Czernik-Verlag / Edition L, Speyer 2012, ISBN 978-3-943035-05-6.
- Solopart. Erzählungen. Offenbacher Editionen, Offenbach 2014, ISBN 978-3-939537-31-1.
- Orte und Worte. Impressionen. edition federleicht, Frankfurt am Main 2016, ISBN 978-3-946112-19-8.
- Albert Camus. Absurdität und Glück. edition federleicht, Frankfurt am Main, Erweiterte Neuausgabe 2021, ISBN 978-3-946112-69-3.
- Der fremde Archivar. edition federleicht, Fuldatal 2022, ISBN 978-3-946112-80-8.
- Im Bann der Schönheit. Annäherungen an das Dichtertum Stefan Georges. Königshausen & Neumann, Würzburg 2024, ISBN 978-3-8260-8854-4.
- Es werde Schrift – Wege zum Werk Franz Kafkas. Königshausen & Neumann, Würzburg 2024, ISBN 978-3-8260-8994-7.
- Freudenschein aus Finsternissen. Eduard Mörike – der ferne Dichter. Königshausen & Neumann, Würzburg 2025, ISBN 978-3-8260-9147-6.